# Atilio López
Higinio Atilio López Riveros (ur. 5 lutego 1926, zm. 14 lipca 2016) – piłkarz paragwajski, napastnik (prawy łącznik). Później trener.

## Kariera
Urodzony w Villarrica López karierę piłkarską rozpoczął w 1943 roku w klubie Club Guaraní. W 1949 razem z klubem Guaraní zdobył tytuł mistrza Paragwaju
Jako piłkarz klubu Club Nacional był w kadrze reprezentacji podczas finałów mistrzostw świata w 1950 roku, gdzie Paragwaj odpadł w fazie grupowej. López zagrał w obu meczach – ze Szwecją i Włochami. W 1950 roku López przeniósł się do Kolumbii, gdzie do 1952 roku występował w klubie Boca Juniors Cali. W 1953 występował krótko w peruwiańskim klubie Atlético Chalaco Callao.
Jako piłkarz klubu Guaraní wziął udział w turnieju Copa América 1953, gdzie Paragwaj zdobył mistrzostwo Ameryki Południowej. López zagrał we wszystkich siedmiu meczach – z Chile, Ekwadorem, Peru, Urugwajem (zdobył bramkę), Boliwią oraz w dwóch decydujących o tytule mistrza meczach z Brazylią, w których López odegrał jedną z głównych ról. W pierwszym meczu zdobył wyrównującą bramkę, a w drugim prowadzenie dla Paragwaju. Zdobywając łącznie 3 bramki był drugim po Ángelu Bernim strzelcem drużyny. Świetna postawa Lópeza sprawiła, że zaraz po turnieju wyjechał za ocean, gdzie do 1956 roku grał w hiszpańskim klubie Atlético Madryt.
Po powrocie do Ameryki Południowej López grał w Ekwadorze – w 1958 roku w klubie Atahualpa, a w latach 1959–1961 w klubie Aucas Quito, z którym w 1959 roku zdobył mistrzostwo Ekwadoru.
W 1962 roku López wrócił do ojczyzny, gdzie krótko był piłkarzem klubu Nacional, ale karierę zakończył w drużynie Slivio Pettirossi Encarnación.
Po zakończeniu kariery piłkarskiej López zajął się pracą trenerską, pracując w takich klubach jak: Sportivo Luqueño, Club Guaraní i Club Libertad. Pracował także z wieloma młodzieżowymi zespołami w całym Paragwaju.

## Sukcesy
| Sezon | Drużyna      | Tytuł                      |
| ----- | ------------ | -------------------------- |
| 1949  | Club Guaraní | Mistrz Paragwaju           |
| 1953  | Paragwaj     | Mistrz Ameryki Południowej |
| 1959  | Aucas Quito  | Mistrz Ekwadoru            |